# Northern Combat Area Command
 (janvier 2025).
Le Northern Combat Area Command (en français : « Commandement de la zone de combat du Nord ») ou NCAC était un sous-commandement allié de l'organisation South East Asia Command (SEAC) pendant la Seconde Guerre mondiale. Il contrôlait les opérations terrestres alliées dans le nord de la Birmanie. Pendant la majeure partie de son existence, le NCAC a été commandé par le général de l'armée américaine Joseph "Vinegar Joe" Stilwell (qui a simultanément occupé des postes de commandement plus élevés). En 1945, après le rappel de Stilwell, son adjoint, le lieutenant-général Daniel Isom Sultan, est promu et prend le commandement.
Le personnel de l'armée nationale chinoise constituait la plupart des unités de combat au sein du NCAC.
Alors qu'il était initialement prévu que le NCAC opère en tant que partie intégrante du 11e groupe d'armées britannique, Stilwell a refusé de travailler sous les ordres du général George Giffard et a été rendu subordonné au commandant suprême du SEAC, Lord Louis Mountbatten.

## Composition
En 1942, le Northern Combat Area Command a été formé à Ramgarh Cantonment, en Inde, à partir d'unités de la Force X (y compris les 22e et 38e divisions), qui s'étaient retirées de la Birmanie. Après son arrivée en Inde, la Force X a été renforcée — devenant finalement la nouvelle 1re armée — une formation similaire au corps d'armée. Il a été rééquipé aux frais britanniques et re-formé par des instructeurs de l'armée américaine.
Lors de la campagne du début de 1944, le NCAC fut complété par les Merrill's Marauders - une formation de la taille d'une brigade créée par l'armée américaine pour des opérations de type commando en Birmanie. En 1944, le NCAC a forcé la 18e division japonaise à se retirer du nord de la Birmanie et les bataillons du génie de l'armée américaine, aidés par des ouvriers indiens, ont construit la route de Ledo — qui rejoignait l'extrémité nord de la route de Birmanie et rétabli les communications entre l'Inde et la Chine. Vers la fin de 1944, le NCAC fut renforcé par la 36e division britannique.
En 1945, sous le commandement de Sultan, le NCAC — qui comprenait désormais la nouvelle 6e armée chinoise — a contribué à la reprise du reste de la Birmanie.